# Revolta de Paulus
La revolta de Paulus fou un moviment revolucionari del segle vii de la part oriental de la península Ibèrica sota domini visigot.

## Antecedents
La primera activitat de Vamba quan fou proclamat rei visigot una vegada consolidat en el tron a la mort sense descendència de Recesvint fou una campanya contra els bascons l'hivern del 672, aconseguint que aquests no descendissin per la vall de l'Ebre concentrant els seus atacs a Cantàbria, on Vamba es va dirigir el 673. De camí va tenir notícies que s'havia rebel·lat Hilderic, el comte de Nimes, a la Narbonense amb el suport dels gots Gumild, bisbe de Magalona, i l'abat Ranimir. Aregius, el bisbe de Nimes, no havia secundat la rebel·lió i havia estat deposat per Hilderic, que l'havia enviat encadenat al Regne dels Francs, col·locant en el seu lloc a Ranimir, que va ser consagrat per dos bisbes del Regne Franc. Es dedueix de tot això un suport més o menys obert dels francs a la rebel·lió. No obstant això el domini rebel era petit doncs sols s'estenia pel territori de Nimes i segurament el de Magalona, que era una petita part de la Septimània.
Vamba no va detenir la seva marxa cap a Cantàbria i va enviar contra els rebels a Flavius Paulus, a qui nomena dux de la Septimània, i que va marxar amb tropes en direcció a la Narbonense, arribant segurament a Tarraco, on va mantenir contactes polítics amb Ranosild, el dux de la Tarraconense.

## La revolta de Paulus
De les converses de Flavius Paulus i Ranosild va sorgir una nova revolta. Una part de la Tarraconense s'aixecaria contra Vamba i se sumaria a la rebel·lió de la Narbonense. Un dels gardingi del rei, anomenat Hildigís, també es va unir a Paulus i Ranosild. Paulus va fingir seguir el camí per combatre a Hilderic, però pel camí va buscar el suport d'altres magnats. Algun d'ells va revelar la traïció al bisbe Argebad de Narbona, ciutat que romania lleial al rei, i aquest va enviar un emissari a Vamba notificant les intencions de Paulus. Tot i això, les forces de Paulus, que havien de ser molt superiors a les del comte de Narbona, van penetrar a la ciutat i la van ocupar. Es creu que poc després Argebad es va unir als rebels.

## Coronació de Paulus a Narbona
Una vegada a Narbona, Flavius Paulus es va proclamar rei, declarà deposat a Vamba, i va ser ungit i coronat amb la corona d'or que Recared havia donat al Santuari de Sant Feliu de Gerunda. Hilderic i els seus van reconèixer a Paulus com rei. Paulus va exigir un jurament de fidelitat a les poblacions que dominava i tota la noblesa de la Narbonense i de la part oriental de la Tarraconense es va sumar a la revolta, i el nou rei va aconseguir atreure al seu partit, a més dels nobles i bisbes, a francs i bascons.
La sort del dux de la Narbonense és desconeguda (no s'esmenta ni el personatge ni el càrrec en cap de les narracions), ni tampoc s'esmenta als bisbes i comtes de Lodeva, Carcassona i Beziers, ni al comte d'Agde. Amator, el bisbe de Gerunda va restar lleial al rei malgrat rebre una carta de Paulus en què l'invitava a sumar-se a la seva causa en la que assegurava que s'envairien les províncies d'Hispània per acabar amb el poder de Vamba.

## Atac de Vamba als bascons
Vamba va conèixer la revolta de Flavius Paulus estant a Cantàbria a punt d'atacar als bascons de la depressió. Després de consultar amb els primats (l'alta noblesa palatina) que l'acompanyaven es va decidir un atac massiu contra els bascons, deixant-se per a després la lluita contra Paulus. Durant set dies les tropes visigodes van penetrar en territori dels bascons, saquejant els camps i cremant les cases, però sempre restant a les zones planes sense acostar-se en cap moment a les zones muntanyoses, on els bascons es refugiaven, i on els visigots podien ser fàcilment víctimes d'emboscades. Finalment els bascons van accedir a lliurar alguns ostatges i tributs, i segurament es van comprometre a no ajudar a Paulus i a convèncer els altres caps perquè no ho fessin.

## Atac de Vamba als rebels
Derrotats els bascons, Vamba va marxar a Calagurris evitant travessar el territori dels bascons i des d'allà cap a Osca i Ilerda. Vamba va dividir llavors el seu exèrcit en tres columnes dirigides cada una d'elles per un dux: una d'elles remuntaria el Segre, travessaria la Ceretània i entraria a la Narbonense pel riu Tet; una altra passaria per Ausona i des d'allà arribaria fins a Ceret; i la tercera columna, comandada pel rei avançaria per la via Augusta, atacant Bàrcino, on va capturar a diversos caps rebels: Eured, Pompedi, Gundefred, el diaca Hunulf i Neufred. Va seguir cap a Gerunda, que se li va rendir. Durant el camí les tropes reials van tenir comportaments propis d'un exèrcit que travessa un país estranger i hostil i van saquejar i van violar a les dones però el rei castigà als responsables amb severitat, i als violadors els va fer circumcidar.

### Clausurae
Quan travessava els Pirineus, Vamba va rebre una carta de Paulus que es titulava rei ungit de l'est i anomenava a Vamba com a rei del sud. En la carta desafiava al rei a un combat singular en Clausurae, no lluny de Ceret (potser el castrum Clausurae o les Cluses, a la Via Domícia). Els termes de la carta de Vamba al parlar d'un rei de l'est i un del sud han donat peu a tota classe d'especulacions: particularisme regional o poca confiança en la victòria. La cosa més probable no obstant això és que Paulus es limités a reflectir una situació existent de fet: hi havia efectivament dos reis, un a l'est i un al sud, però quan un d'ells obtingués la victòria tornaria a haver-hi un sol rei.

### Caucoliberi
El rei va prendre Caucoliberi (Cotlliure) i altres llogarets, i es va presentar a Clausurae on va vèncer a les forces rebels, capturant al dux Ranosild i al garding Hildigis o Eldigis, que dirigien la defensa al costat d'altres nobles gots. Un exèrcit format per francs, que acudia en ajut de la vila, va fugir sense combatre. Castrum Libiae (Llívia), defensada per un bisbe anomenat Jacint, que es creu que pogués ser de la diòcesi d'Elna o de la d'Urgell, i pel noble got Arangiscle també va caure, Witimir, defensor de la fortalesa de Sordònia, pròxima a Castrum Libiae, va fugir a Narbona on va informar a Paulus del desastre de Clausurae i que les altres dues columnes ja havien arribat als seus objectius, eliminant les resistències rebels, i s'havien unit a les forces de la columna al comandament del rei.

### Narbona
L'atac es va dirigir seguidament contra Narbona, i van acudir les naus de la flota visigoda que van atacar per mar, mentre les forces terrestres van marxar contra la ciutat per diversos punts. Paulus va abandonar la ciutat cap a Nimes, deixant el comandament de Narbona a Witimir, al qual Vamba va intimar a la rendició sense èxit. Les forces del rei van assaltar la ciutat prenent-la després de vèncer una tenaç resistència. Witimir es va refugiar en una església amb l'espasa i va ser capturat. Van ser també capturats Argemund (es desconeix el seu càrrec) i el primicerius Gultrícia. Prop de Besiers va ser capturat Ranimir, bisbe intrús de Nimes, que havia fugit de Narbona abans de l'entrada de les tropes règies. Lodeva, Besiers i Agde van caure també a mans del rei, capturant-se al bisbe Wiliesind, al seu germà Ranosind i a Arangiscle, el defensor de Llívia. El següent atac es va dirigir cap a Magalona, defensada pel bisbe Gumild. Davant un possible atac per mar, Gumild va fugir a Nimes, i la ciutat va ser presa per Vamba amb escassa oposició.

### Nimes
Flavius Paulus estava al bastió de Nimes amb un exèrcit compost per francs i visigots. Les forces enviades per Vamba van arribar davant la ciutat el 31 d'agost del 673. Els defensors esperaven l'arribada de reforços francs, i per anticipar-se a la seva arribada, l'exèrcit real va atacar la ciutat sense resultat. L'endemà els reialistes van tornar a atacar la ciutat sense aconseguir prendre-la, i al final de la jornada van arribar uns deu mil soldats gots al comandament del dux Wandemir o Waldemir, i aquella mateixa nit, ja de matinada, les portes de la ciutat van cremar i les forces del dux van penetrar, refugiant-se els defensors en l'amfiteatre de la ciutat, on va esclatar la lluita entre ells: els gals desconfiaven dels gots, dels francs i de Paulus; els francs desconfiaven dels gots; i els gots desconfiaven dels francs i els gals.
Paulus no va poder imposar la seva autoritat i va haver d'assistir a una gran matança entre els seus propis partidaris el 2 de setembre. Al llarg del dia Paulus, va consultar amb els seus col·laboradors, i va enviar a Argebad, bisbe de Narbona, a sol·licitar la clemència real mentre els partidaris del rebel seguien lluitant entre ells. El rei va rebre a Argebad i va accedir a acabar la lluita però va rebutjar la petició que els rebels no rebessin el càstig prescrit per les lleis. Les tropes visigodes van controlar la ciutat i es van establir destacaments per prevenir l'arribada de tropes dels francs. Centenars de gals, francs, saxons, gots i alguns hispanoromans van ser detinguts amb Paulus, entre ells Gumild, el bisbe de Magalona. El 20 de setembre els presoners francs i saxons van ser expulsats cap a la seva pàtria.

## Conseqüències
Flavius Paulus va ser vestit amb vestuari reial en forma de mofa, i va ser conduït amb els seus col·laboradors principals a presència del rei, els nobles de palau, els gardings, tot el officium present, i els comandaments militars el 4 de setembre. Vamba els preguntà pel motiu de la rebel·lió, per a la que no van poder al·legar cap ofensa, i els va mostrar el seu jurament de fidelitat signat el 672 després del seu accés al tron; després va ser llegit el cànon setanta-cinc de l'IV Concili i la llei sobre rebel·lió de Khindasvint. No obstant això Vamba va ser magnànim i no els va condemnar a mort ni els va fer encegar; van ser decalvats i els seus béns confiscats.
Pels mateixos dies forces dels francs al comandament d'un duc anomenat Lupus va arribar fins a prop de Besiers, però es va retirar en conèixer la victòria del rei, i davant la presència de les forces visigodes lleials a la regió, que acudien al tenir notícies de la presència del duc.
A Narbona es va establir una guarnició visigoda i es va expulsar els jueus de la ciutat (que probablement havien pres partit per Paulus). Per a les ciutats de la Septimània es van nomenar nous comtes. Pacificada la província va llicenciar a l'exèrcit a Canaba, al Sud de Narbona, i va tornar a Toledo, on va entrar acompanyat de Paulus i els seus col·laboradors, els quals anaven afaitats i descalços i amb vestits molt gastats (Paulus a més portava una corona falsa) que anaven pujats en carros tirats per camells. El populatxo va ser incitat a burlar-se d'ells.